# وزارة التنمية الريفية والأغذية (اليونان)
وزارة التنمية الريفية والغذاء (باليونانية: Υπουργείο Αγροτικής Ανάπτυξης και Τροφίμων) هي وزارة تشرف على الزراعة في اليونان. الوزير الحالي هو إيليثوريوس آغينكيس من حزب الديمقراطية الجديدة.

## التاريخ
تأسست الوزارة في عام 2004 عند افتتاح أول مجلس وزراء برئاسة كوستاس كرامانليس، ليحل محل وزارة الزراعة القديمة.
تم تخفيض رتبة الوزارة لاحقًا إلى مستوى وزارة فرعية ضمن وزارة إعادة الإعمار الإنتاجي والبيئة والطاقة في حكومة أليكسيس تسيبراس الأولى، قبل أن يتم استعادتها كوزارة كاملة في حكومته الثانية بعد بضعة أشهر.
| اسم                 | تولى منصبه     | ترك المكتب     | حزب                 |
| ------------------- | -------------- | -------------- | ------------------- |
| سافاس تسيتوريديس    | 10 مارس 2004   | 23 سبتمبر 2004 | الديمقراطية الجديدة |
| إيفانجيلوس باسيكوس  | 23 سبتمبر 2004 | 19 سبتمبر 2007 | الديمقراطية الجديدة |
| ألكسندروس كونتوس    | 19 سبتمبر 2007 | 7 يناير 2009   | الديمقراطية الجديدة |
| سوتيريوس هاتزيجاكيس | 8 يناير 2009   | 7 أكتوبر 2009  | الديمقراطية الجديدة |
| كاترينا باتسيلي     | 7 أكتوبر 2009  | 7 سبتمبر 2010  | باسوك               |
| كوستاس سكانداليديس  | 7 سبتمبر 2010  | 17 مايو 2012   | باسوك               |
| نابوليون مارافيغاس  | 17 مايو 2012   | 21 يونيو 2012  | مستقل               |
| أثاناسيوس تسافتاريس | 21 يونيو 2012  | 10 يونيو 2014  | باسوك               |
| جيورجوس كاراسمانيس  | 10 يونيو 2014  | 27 يناير 2015  | الديمقراطية الجديدة |

## الوكالات
- خدمة فحص صحة النبات.[4]
- يجري معهد بيناكي لعلم أمراض النبات أبحاثًا في مجال مُكافحة الآفات وصحته. تأسست بتبرع من إيمانويل بيناكيس وسميت باسمه.[5]

## روابط خارجية
- الموقع الرسمي

قالب:Current Cabinet of Greece